# Katharina Prantl
Katharina Prantl (* 1958 in Wien) ist eine österreichische Malerin.

## Biografie

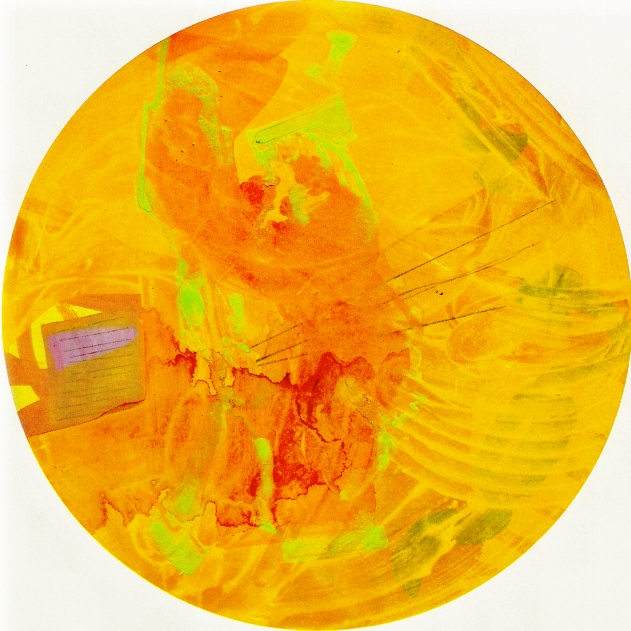
Katharina Prantl: »Rosa dos Ventos - Rose der Winde«, Malerei [Serie] 2006

Katharina Prantl, Tochter der Malerin Uta Peyrer und des Bildhauers Karl Prantl, wuchs im burgenländischen Pöttsching und St. Margareten auf. Sie ist die Schwester des Tänzers und Choreographen Sebastian Prantl. Nach einem längeren Aufenthalt in den Jahren 1977/78 in New York und New Mexico studierte Prantl von 1978 bis 1981 in der Meisterschule Max Weiler an der Akademie der Bildenden Künste Wien und von 1981 bis 1983 in der Meisterklasse Arnulf Rainer.
Für das von ihr im Jahr 2004 publizierte Buch „Gehen über den Hügel von St. Margarethen, von Stein zu Stein“ erhielt sie den Österreichischen Staatspreis Schönstes Buch Österreichs.

## Internationale Ausstellungen
- 2001 Museum Moderner Kunst, Budapest
- 2000 Galerie der Stadt Bratislava
- 2000 Artist in Residence, Paliano, Italien
- 2000 Präsentation Marmara-Universität, Istanbul
- 1989 Austrian Cultural Institute, New York